# Fritz G. Lanham

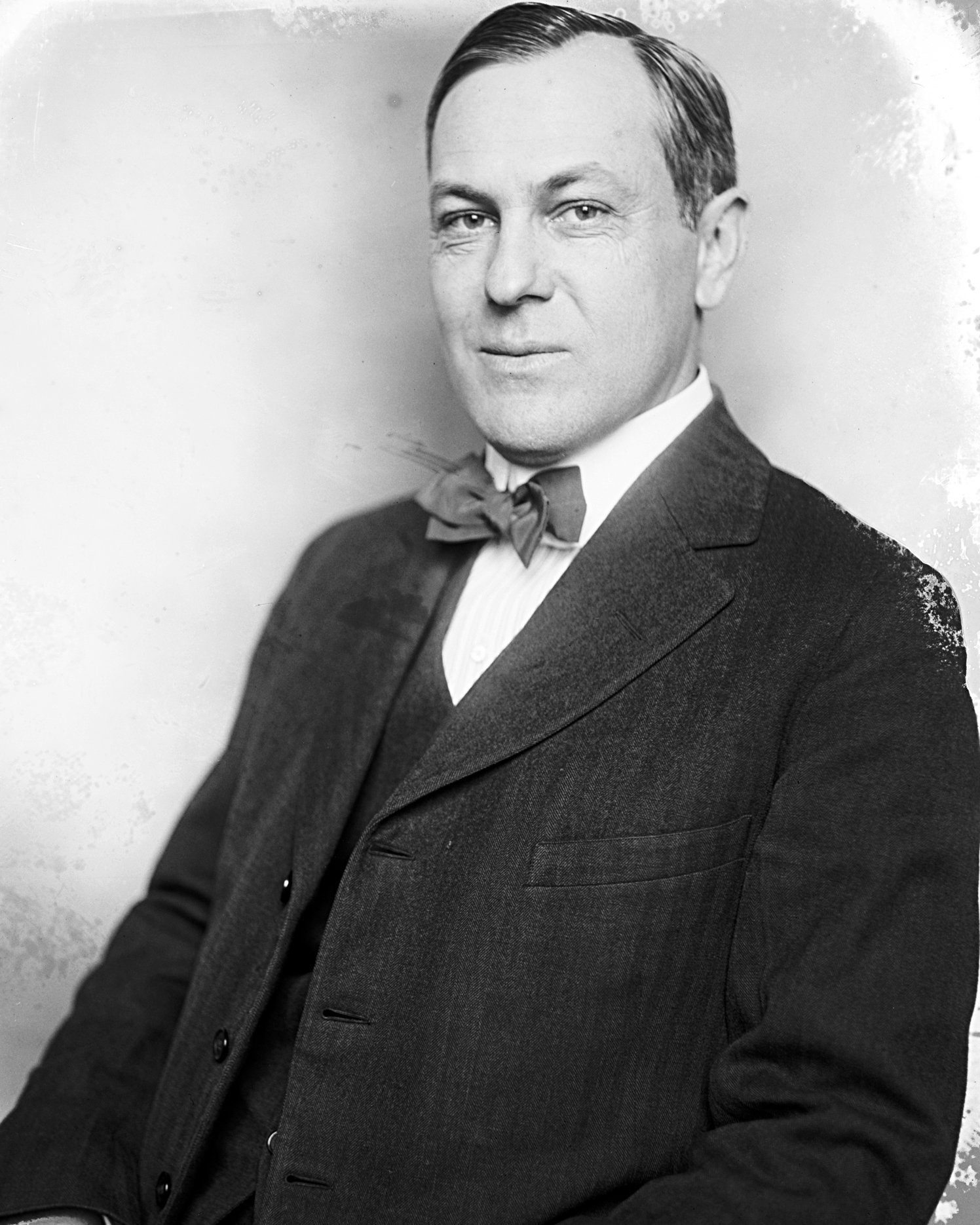
Fritz G. Lanham

Frederick Garland „Fritz“ Lanham (* 3. Januar 1880 in Weatherford, Parker County, Texas; † 31. Juli 1965 in Austin, Texas) war ein US-amerikanischer Politiker. Zwischen 1919 und 1947 vertrat er den Bundesstaat Texas im US-Repräsentantenhaus.

## Werdegang
Fritz Lanham war der Sohn von Gouverneur Samuel W. T. Lanham (1846–1908), der ebenfalls für Texas im Kongress saß. Er besuchte die öffentlichen Schulen in Washington, D.C. und danach bis 1897 das Weatherford College. Danach setzte er seine Ausbildung bis 1898 an der Vanderbilt University und dann bis 1900 an der University of Texas in Austin fort. Nach einem anschließenden Jurastudium an der University of Texas und seiner 1909 erfolgten Zulassung als Rechtsanwalt begann er in Weatherford in diesem Beruf zu arbeiten. Im Jahr 1917 zog er nach Fort Worth. Gleichzeitig schlug er als Mitglied der Demokratischen Partei eine politische Laufbahn ein.
Nach dem Rücktritt des Abgeordneten James Clifton Wilson wurde Lanham bei der fälligen Nachwahl für den zwölften Sitz von Texas als dessen Nachfolger in das US-Repräsentantenhaus in Washington gewählt, wo er am 19. April 1919 sein neues Mandat antrat. Nach 13 Wiederwahlen konnte er bis zum 3. Januar 1947 im Kongress verbleiben. Seit 1931 war er Vorsitzender des Ausschusses zur Verwaltung der öffentlichen Liegenschaften. Ab 1933 wurden im Kongress die New-Deal-Gesetze der Bundesregierung unter Präsident Franklin D. Roosevelt verabschiedet und seit 1941 war auch die Arbeit des Kongresses von den Ereignissen des Zweiten Weltkrieges und dessen Folgen geprägt.
1946 verzichtete Lanham auf eine weitere Kandidatur. Nach dem Ende seiner Zeit im US-Repräsentantenhaus arbeitete er bis 1961 als Regierungsberater in Washington. Danach zog er nach Austin, wo er am 31. Juli 1965 verstarb.